# Puissalicon
Puissalicon, en occitan Puèg-ericon, est une commune française située dans le sud du département de l'Hérault, en région Occitanie.
Exposée à un climat méditerranéen, elle est drainée par le Libron et par divers autres petits cours d'eau.
Puissalicon est une commune rurale qui compte 1 352 habitants en 2022, après avoir connu une forte hausse de la population depuis 1975. Elle est dans l'unité urbaine de Magalas et fait partie de l'aire d'attraction de Béziers. Ses habitants sont appelés les Puissaliconnais et Puissaliconnaises.

## Géographie

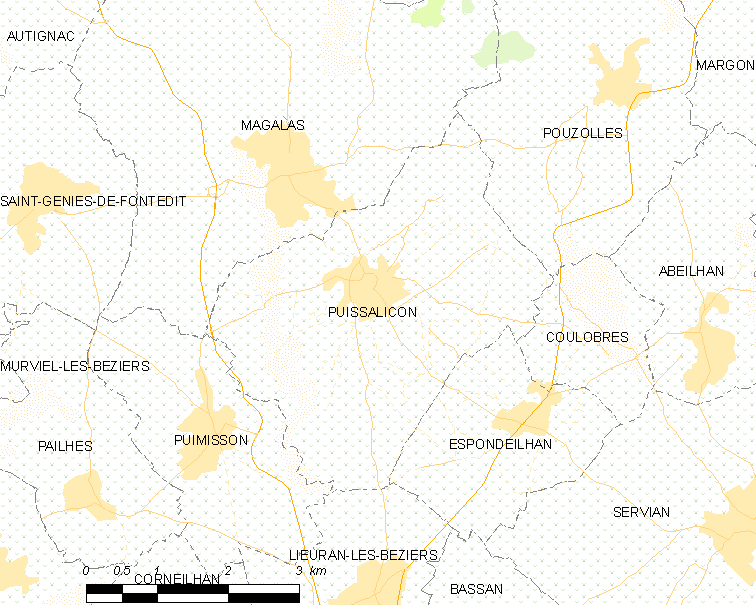
Carte

Village du département de l'Hérault, perché sur un coteau du Haut-Libron, situé à 15 km au nord de Béziers.
Il y a aujourd'hui un peu plus de mille habitants à Puissalicon.
Le village, terres et bois s'étendent sur mille trois cent cinq hectares.
Village aux sept collines, entre mer et montagne, à l'écart des grands axes routiers, au cœur d'un vignoble de caractère, Puissalicon, blotti autour de son château féodal et de son église du XIIe siècle, a su conserver son calme, et son charme particulier qui en font un endroit calme où il fait bon vivre.

### Communes limitrophes
|           | Magalas             | Pouzolles    |
| Magalas   | Puissalicon         | Coulobres    |
| Puimisson | Lieuran-lès-Béziers | Espondeilhan |

### Toponymie
Perché sur sa hauteur, Puissalicon apparaît dans l'histoire locale à partir de la fin du XIe siècle sous la dénomination de Podio Salicone qui, par une série de transformations successives, donne en 1768 Puissalicon.
L'appellation primitive a fourni matière à de multiples hypothèses étymologiques dont la plus généralement admise explique l'origine de la forme ancienne de Puissalicon par des imprégnations salées de la colline sur laquelle est construit le village.

### Climat
Pour des articles plus généraux, voir Climat de l'Occitanie et Climat de l'Hérault.
En 2010, le climat de la commune est de type climat méditerranéen franc, selon une étude s'appuyant sur une série de données couvrant la période 1971-2000. En 2020, Météo-France publie une typologie des climats de la France métropolitaine dans laquelle la commune est exposée à un climat méditerranéen et est dans la région climatique  Provence, Languedoc-Roussillon, caractérisée par une pluviométrie faible en été, un très bon ensoleillement (2 600 h/an), un été chaud (21,5 °C), un air très sec en été, sec en toutes saisons, des vents forts (fréquence de 40 à 50 % de vents > 5 m/s) et peu de brouillards.
Pour la période 1971-2000, la température annuelle moyenne est de 14,3 °C, avec une amplitude thermique annuelle de 15,9 °C. Le cumul annuel moyen de précipitations est de 644 mm, avec 5,7 jours de précipitations en janvier et 2,6 jours en juillet. Pour la période 1991-2020, la température moyenne annuelle observée sur la station météorologique la plus proche, située sur la commune de Murviel-lès-Béziers à 8 km à vol d'oiseau, est de 15,1 °C et le cumul annuel moyen de précipitations est de 663,2 mm,. Pour l'avenir, les paramètres climatiques de la commune estimés pour 2050 selon différents scénarios d'émission de gaz à effet de serre sont consultables sur un site dédié publié par Météo-France en novembre 2022.

### Milieux naturels et biodiversité
Aucun espace naturel présentant un intérêt patrimonial n'est recensé sur la commune dans l'inventaire national du patrimoine naturel,,.

## Urbanisme

### Typologie
Au 1er janvier 2024, Puissalicon est catégorisée bourg rural, selon la nouvelle grille communale de densité à sept niveaux définie par l'Insee en 2022.
Elle appartient à l'unité urbaine de Magalas, une agglomération intra-départementale regroupant deux  communes, dont elle est une commune de la banlieue,,. Par ailleurs la commune fait partie de l'aire d'attraction de Béziers, dont elle est une commune de la couronne,. Cette aire, qui regroupe 53 communes, est catégorisée dans les aires de 50 000 à moins de 200 000 habitants,.

### Occupation des sols
L'occupation des sols de la commune, telle qu'elle ressort de la base de données européenne d’occupation biophysique des sols Corine Land Cover (CLC), est marquée par l'importance des territoires agricoles (94 % en 2018), en diminution par rapport à 1990 (96,2 %). La répartition détaillée en 2018 est la suivante : 
cultures permanentes (83,9 %), zones agricoles hétérogènes (9,7 %), zones urbanisées (6 %), terres arables (0,5 %). L'évolution de l’occupation des sols de la commune et de ses infrastructures peut être observée sur les différentes représentations cartographiques du territoire : la carte de Cassini (XVIIIe siècle), la carte d'état-major (1820-1866) et les cartes ou photos aériennes de l'IGN pour la période actuelle (1950 à aujourd'hui).

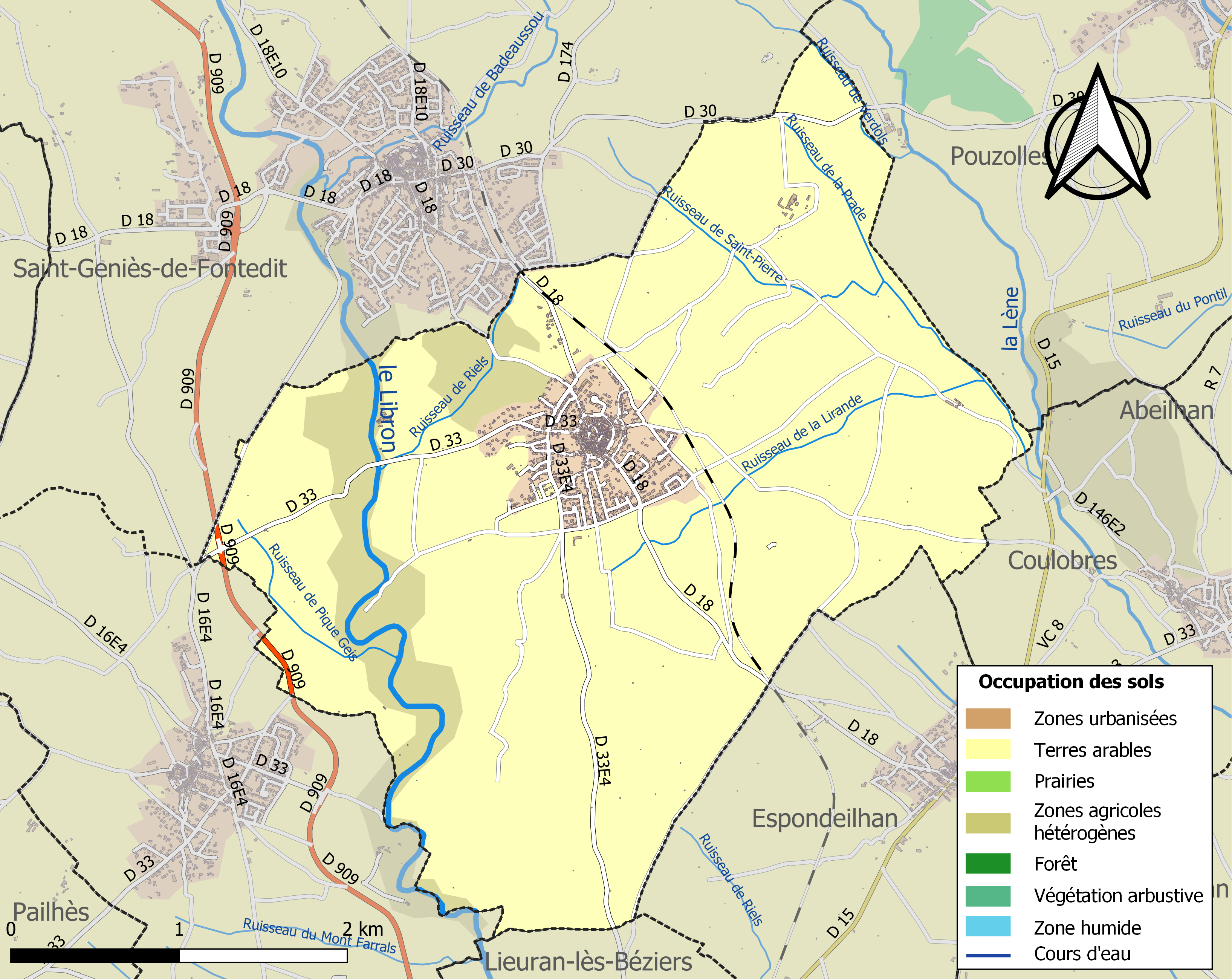
Carte des infrastructures et de l'occupation des sols de la commune en 2018 (CLC).

### Risques majeurs
Le territoire de la commune de Puissalicon est vulnérable à différents aléas naturels : météorologiques (tempête, orage, neige, grand froid, canicule ou sécheresse) et séisme (sismicité faible). Il est également exposé à un risque technologique, le transport de matières dangereuses. Un site publié par le BRGM permet d'évaluer simplement et rapidement les risques d'un bien localisé soit par son adresse soit par le numéro de sa parcelle.

#### Risques naturels
Puissalicon est exposée au risque de feu de forêt du fait de la présence sur son territoire. Un plan départemental de protection des forêts contre les incendies (PDPFCI) a été approuvé en juin 2013 et court jusqu'en 2022, où il doit être renouvelé. Les mesures individuelles de prévention contre les incendies sont précisées par deux arrêtés préfectoraux et s’appliquent dans les zones exposées aux incendies de forêt et à moins de 200 mètres de celles-ci. L’arrêté du 25 avril 2002 réglemente l'emploi du feu en interdisant notamment d’apporter du feu, de fumer et de jeter des mégots de cigarette dans les espaces sensibles et sur les voies qui les traversent sous peine de sanctions. L'arrêté du 11 mars 2013 rend le débroussaillement obligatoire, incombant au propriétaire ou ayant droit,.

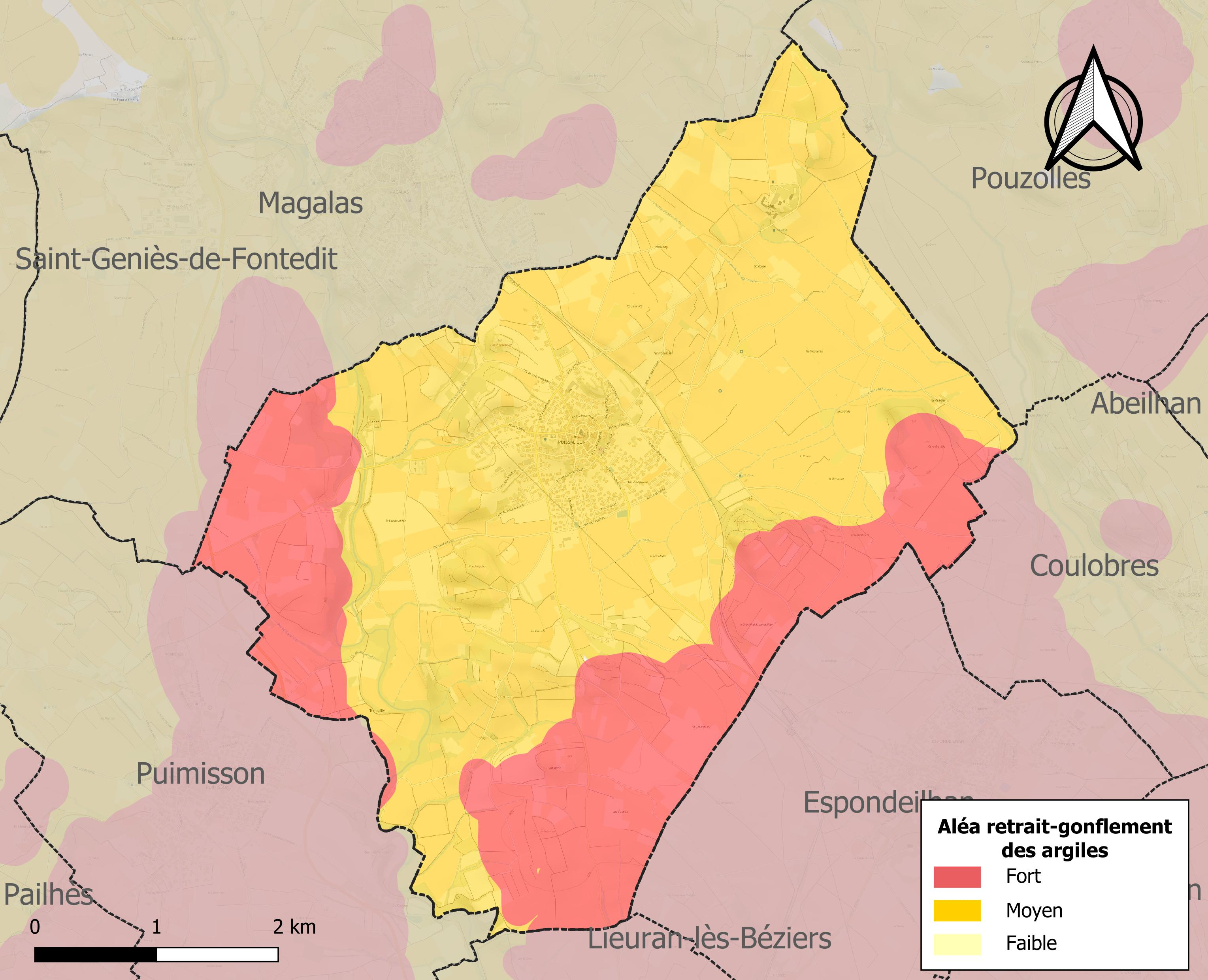
Carte des zones d'aléa retrait-gonflement des sols argileux de Puissalicon.

Le retrait-gonflement des sols argileux est susceptible d'engendrer des dommages importants aux bâtiments en cas d’alternance de périodes de sécheresse et de pluie. La totalité de la commune est en aléa moyen ou fort (59,3 % au niveau départemental et 48,5 % au niveau national). Sur les 692 bâtiments dénombrés sur la commune en 2019, 692 sont en aléa moyen ou fort, soit 100 %, à comparer aux 85 % au niveau départemental et 54 % au niveau national. Une cartographie de l'exposition du territoire national au retrait gonflement des sols argileux est disponible sur le site du BRGM,.
Par ailleurs, afin de mieux appréhender le risque d’affaissement de terrain, l'inventaire national des cavités souterraines permet de localiser celles situées sur la commune.
La commune a été reconnue en état de catastrophe naturelle au titre des dommages causés par les inondations et coulées de boue survenues en 1982, 1986, 1996 et 2019.

#### Risques technologiques
Le risque de transport de matières dangereuses sur la commune est lié à sa traversée par des infrastructures routières ou ferroviaires importantes ou la présence d'une canalisation de transport d'hydrocarbures. Un accident se produisant sur de telles infrastructures est susceptible d’avoir des effets graves sur les biens, les personnes ou l'environnement, selon la nature du matériau transporté. Des dispositions d’urbanisme peuvent être préconisées en conséquence.

## Économie

### Revenus
En 2018, la commune compte 555 ménages fiscaux, regroupant 1 375 personnes. La médiane du revenu disponible par unité de consommation est de 20 610 € (20 330 € dans le département).

### Emploi
|                | 2008   | 2013   | 2018  |
| -------------- | ------ | ------ | ----- |
| Commune        | 7 %    | 6,7 %  | 7,1 % |
| Département    | 10,1 % | 11,9 % | 12 %  |
| France entière | 8,3 %  | 10 %   | 10 %  |

En 2018, la population âgée de 15 à 64 ans s'élève à 791 personnes, parmi lesquelles on compte 73,1 % d'actifs (66 % ayant un emploi et 7,1 % de chômeurs) et 26,9 % d'inactifs,. Depuis 2008, le taux de chômage communal (au sens du recensement) des 15-64 ans est inférieur à celui de la France et du département.
La commune fait partie de la couronne de l'aire d'attraction de Béziers, du fait qu'au moins 15 % des actifs travaillent dans le pôle,. Elle compte 251 emplois en 2018, contre 187 en 2013 et 184 en 2008. Le nombre d'actifs ayant un emploi résidant dans la commune est de 530, soit un indicateur de concentration d'emploi de 47,4 % et un taux d'activité parmi les 15 ans ou plus de 54,1 %.
Sur ces 530 actifs de 15 ans ou plus ayant un emploi, 135 travaillent dans la commune, soit 26 % des habitants. Pour se rendre au travail, 91,2 % des habitants utilisent un véhicule personnel ou de fonction à quatre roues, 1,1 % les transports en commun, 4,2 % s'y rendent en deux-roues, à vélo ou à pied et 3,5 % n'ont pas besoin de transport (travail au domicile).

### Activités hors agriculture

#### Secteurs d'activités
110 établissements sont implantés  à Puissalicon au 31 décembre 2019. Le tableau ci-dessous en détaille le nombre par secteur d'activité et compare les ratios avec ceux du département,.
| Secteur d'activité                                                                                        | Commune | Commune | Département |
| Secteur d'activité                                                                                        | Nombre  | %       | %           |
| --- | ------- | ------- | ----------- |
| Ensemble                                                                                                  | 110     | 100 %   | (100 %)     |
| Industrie manufacturière, industries extractives et autres                                                | 6       | 5,5 %   | (6,7 %)     |
| Construction                                                                                              | 26      | 23,6 %  | (14,1 %)    |
| Commerce de gros et de détail, transports, hébergement et restauration                                    | 26      | 23,6 %  | (28 %)      |
| Information et communication                                                                              | 3       | 2,7 %   | (3,3 %)     |
| Activités financières et d'assurance                                                                      | 4       | 3,6 %   | (3,2 %)     |
| Activités immobilières                                                                                    | 14      | 12,7 %  | (5,3 %)     |
| Activités spécialisées, scientifiques et techniques et activités de services administratifs et de soutien | 13      | 11,8 %  | (17,1 %)    |
| Administration publique, enseignement, santé humaine et action sociale                                    | 11      | 10 %    | (14,2 %)    |
| Autres activités de services                                                                              | 7       | 6,4 %   | (8,1 %)     |

Le secteur du commerce de gros et de détail, des transports, de l'hébergement et de la restauration est prépondérant sur la commune puisqu'il représente 23,6 % du nombre total d'établissements de la commune (26 sur les 110 entreprises implantées  à Puissalicon), contre 28 % au niveau départemental.

#### Entreprises et commerces
Les trois entreprises ayant leur siège social sur le territoire communal qui génèrent le plus de chiffre d'affaires en 2020 sont : 
- Chez Louka, restauration de type rapide (221 k€) ;
- Saune Pascal, travaux d'installation électrique dans tous locaux (111 k€) ;
- MSM Sur Mesure, travaux de menuiserie métallique et serrurerie (77 k€).

### Agriculture
La commune est dans la « Plaine viticole », une petite région agricole occupant la bande côtière du département de l'Hérault. En 2020, l'orientation technico-économique de l'agriculture  sur la commune est la viticulture.
|               | 1988  | 2000  | 2010  | 2020  |
| ------------- | ----- | ----- | ----- | ----- |
| Exploitations | 114   | 84    | 54    | 46    |
| SAU (ha)      | 1 056 | 1 055 | 1 197 | 1 263 |

Le nombre d'exploitations agricoles en activité et ayant leur siège dans la commune est passé de 114 lors du recensement agricole de 1988  à 84 en 2000 puis à 54 en 2010 et enfin à 46 en 2020, soit une baisse de 60 % en 32 ans. Le même mouvement est observé à l'échelle du département qui a perdu pendant cette période 67 % de ses exploitations,. La surface agricole utilisée sur la commune est restée relativement stable, passant de 1056 ha en 1988 à 1263 ha en 2020. Parallèlement la surface agricole utilisée moyenne par exploitation a augmenté, passant de 9 à 27 ha.

## Histoire
- Le musée Saint-Raymond de Toulouse expose le Buste de Puissalicon trouvé dans les vignes du village qui date du Ier siècle av. J.-C.
- Lors de la Révolution française, les citoyens de la commune se réunissent au sein de la société révolutionnaire, qui compte 43 membres en l’an II[22].

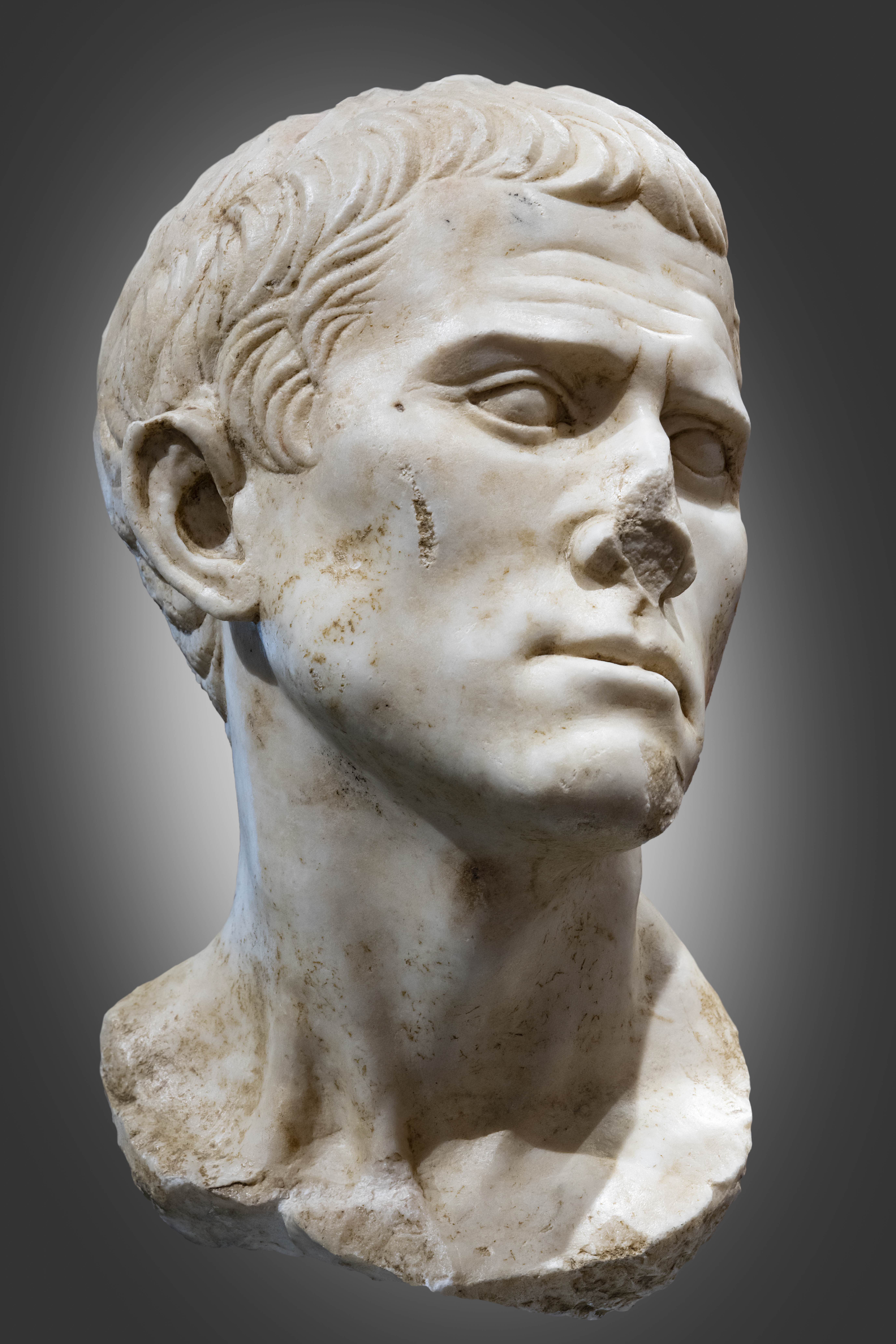
Buste de Puissalicon Ier siècle av. J.-C.
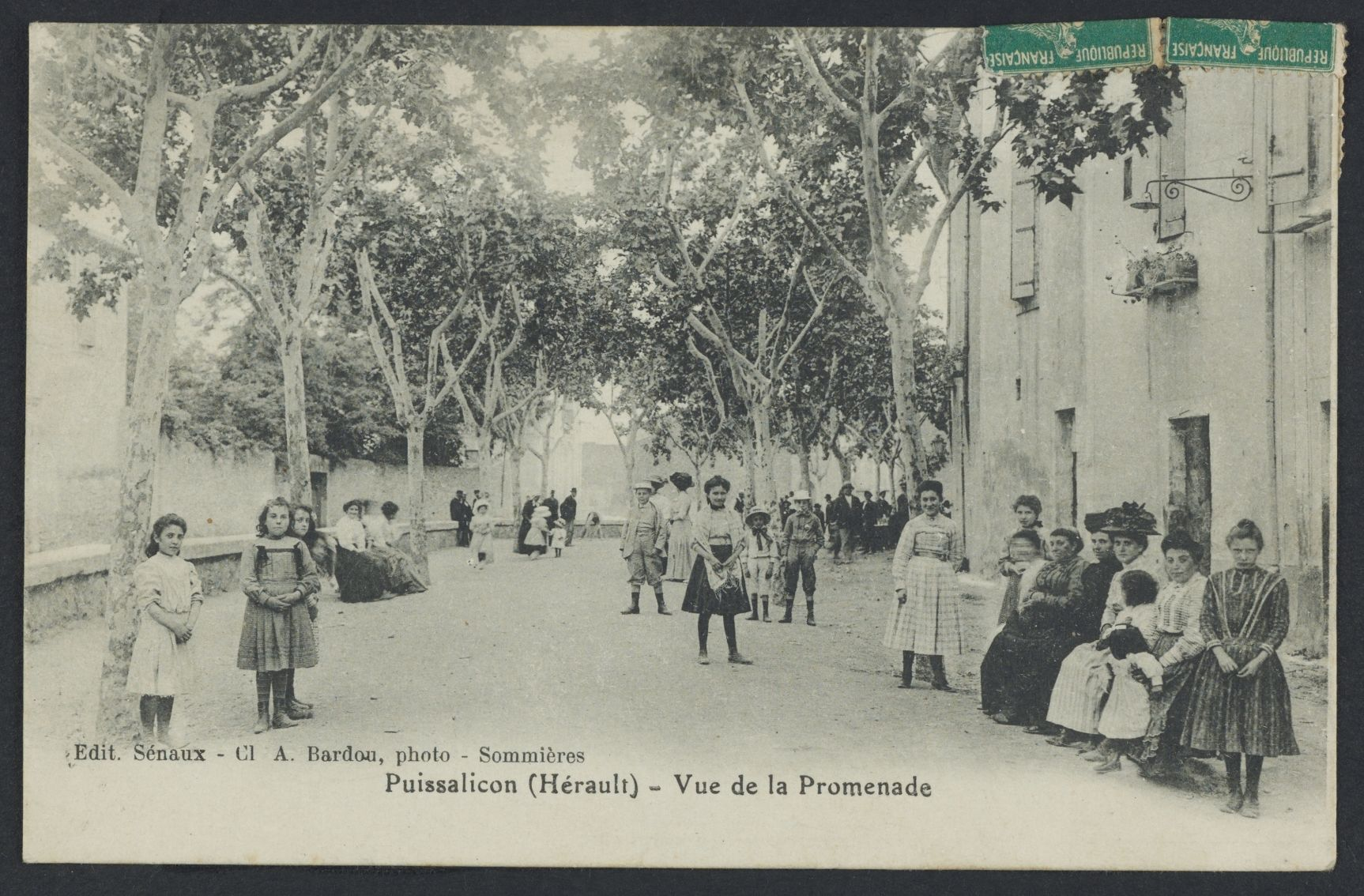
Rue du village : carte postale (1910)

## Politique et administration
| Période | Période  | Identité                         | Étiquette | Qualité    |
| ------- | -------- | -------------------------------- | --------- | ---------- |
| 1790    | 1791     | Jean Audibert                    |           |            |
| 1791    | 1792     | Joseph Marc Charles Rey-Pailhade |           |            |
| 1792    | 1792     | Jean "cadet" Barral - Guiraud    |           |            |
| 1792    | 1795     | Nicolas Gaspard Barral           |           |            |
| 1795    | 1796     | Jean Audibert                    |           |            |
| 1796    | 1797     | Joseph Marc Charles Rey-Pailhade |           |            |
| 1797    | 1797     | Pierre Jean François Milhau      |           |            |
| 1797    | 1798     | Jean Baptiste Hoyrac             |           |            |
| 1798    | 1800     | Jean Pierre Causse               |           |            |
| 1800    | 1801     | Gaspard Deltour                  |           |            |
| 1801    | 1810     | Pierre Jean François Milhau      |           |            |
| 1810    | 1815     | Henri Bernard Marie Barral       |           |            |
| 1815    | 1826     | Gaspard Deltour                  |           |            |
| 1826    | 1830     | Jean Baptiste Andrieu            |           |            |
| 1830    | 1846     | Henri Bernard Marie Barral       |           |            |
| 1846    | 1848     | Jean Pierre Louis Delhon         |           |            |
| 1848    | 1852     | Charles Mouly                    |           |            |
| 1852    | 1865     | Auguste Leignadier               |           |            |
| 1865    | 1870     | Henri Gept                       |           |            |
| 1870    | 1871     | Gustave Delhon                   |           |            |
| 1871    | 1872     | Eugène Mestre                    |           |            |
| 1872    | 1874     | Modeste Poursines                |           |            |
| 1874    | 1880     | Emilien Delhon                   |           |            |
| 1880    | 1888     | Gustave Delhon                   |           |            |
| 1888    | 1891     | Fernand Escot                    |           |            |
| 1891    | 1895     | Baptiste Poursines               |           |            |
| 1895    | 1902     | Alphonse Lassalvy                |           |            |
| 1902    | 1929     | Casimir Delhon                   |           |            |
| 1929    | 1943     | Henri Boujol                     |           |            |
| 1943    | 1944     | Joseph Pelissier                 |           |            |
| 1944    | 1945     | Paul Bacou                       |           |            |
| 1945    | 1951     | Louis Robert                     |           |            |
| 1951    | 1953     | Louis Pourtie                    |           |            |
| 1953    | 1971     | Jean-Pierre Boujol               |           |            |
| 1971    | 1977     | Antoine Santucci                 |           |            |
| 1977    | 1995     | André Clavel                     |           |            |
| 1995    | 2014     | Gérard Belloc                    |           |            |
| 2014    | En cours | Michel Farenc                    | DVD       | Commerçant |

## Démographie
Au dernier recensement, la commune comptait 1352 habitants.
| 1793 | 1800 | 1806 | 1821 | 1831 | 1836 | 1841 | 1846 | 1851 |
| ---- | ---- | ---- | ---- | ---- | ---- | ---- | ---- | ---- |
| 676  | 630  | 681  | 710  | 683  | 747  | 743  | 727  | 747  |

| 1856 | 1861 | 1866 | 1872 | 1876 | 1881 | 1886 | 1891 | 1896  |
| ---- | ---- | ---- | ---- | ---- | ---- | ---- | ---- | ----- |
| 754  | 813  | 822  | 821  | 877  | 837  | 727  | 858  | 1 009 |

| 1901  | 1906  | 1911  | 1921  | 1926 | 1931 | 1936 | 1946 | 1954 |
| ----- | ----- | ----- | ----- | ---- | ---- | ---- | ---- | ---- |
| 1 073 | 1 061 | 1 104 | 1 029 | 956  | 952  | 918  | 855  | 821  |

| 1962 | 1968 | 1975 | 1982 | 1990 | 1999 | 2006  | 2007  | 2012  |
| ---- | ---- | ---- | ---- | ---- | ---- | ----- | ----- | ----- |
| 817  | 788  | 658  | 810  | 802  | 911  | 1 012 | 1 026 | 1 228 |

| 2017  | 2022  | - | - | - | - | - | - | - |
| ----- | ----- | - | - | - | - | - | - | - |
| 1 353 | 1 352 | - | - | - | - | - | - | - |

## Culture locale et patrimoine

### Lieux et monuments
- Chapelle Saint-Guiraud de Puissalicon.

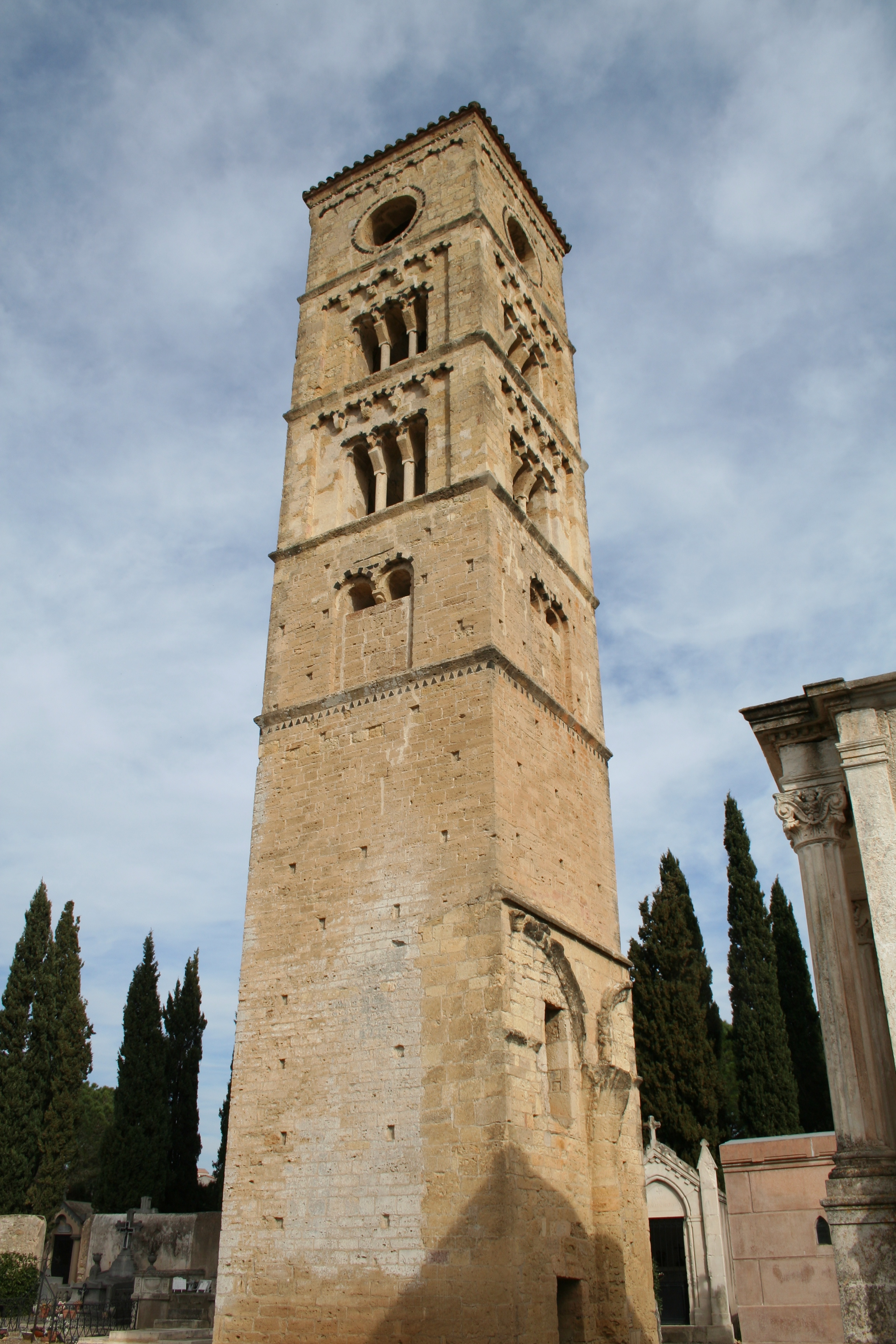
Tour romane.

Le plus ancien monument de Puissalicon encore en bon état est sans doute sa tour romane du Xe siècle. D'inspiration lombarde, elle mesure 26 mètres de haut et elle est classée monument historique.
Il s'agit d'un clocher, seul reste de l'église romane initiale.
Le village compte aussi deux château dont le principal du XIIe siècle est encore habité. Il est le point de départ avec l'église jouxtante, des ruelles en "circulades", qui tournent en cercle concentriques toujours plus éloignés. Ce type d'urbanisme datant du XIe-XIIe siècle est une certaine particularité languedocienne puisque 90 villages construits plus ou moins de la sorte ont été recensés dans la région Languedoc-Roussillon.
Comme tous les villages de la région, l'histoire de Puissalicon est fortement liée au vin. Situé sur le terroir des "Côtes de Thongue", sept domaines sont encore en activité dont quatre commercialisent en bouteille.

#### Le village
Des restes de murailles et des anciennes portes attestent encore de l'importance stratégique de ce lieu fortifié où les rues étroites épousent la forme circulaire des anciens remparts descendants jusqu'à la promenade, sur l'emplacement des anciennes douves.
Sans oublier la fierté du village, sa célèbre tour romane, construite au cours du Xe siècle, culminant à plus de 26 mètres de haut et classée monument historique.

#### L'église
Construite en 1337, l’église paroissiale Notre-Dame-de-Pitié, de l'Assomption-de-Notre-Dame, ou de Grâce est la troisième église du village et possède tous les caractères du XIIIe siècle. L'édifice est référencé dans la base Mérimée et à l'Inventaire général Région Occitanie.
En 1335, les consuls commandèrent les deux cloches, pour cette nouvelle église. Bâtie à partir de l'escalier du château, la porte dont la voussure ornée de storco dessine une ogive gothique, forme l'entrée principale.
C'est un bel appareil en pierre de taille, dont les murs intérieurs, les voûtes, et les arcs des croisées d'ogives, et l'abside pentagonale est précédée d'une travée droite. L’ensemble est voûté de croisées d'ogives.
Tous les doubleaux et diagonaux retombent sur des culs-de-lampe, en sorte que les murs ne sont recoupés par aucun pilastre.
Le prieuré de Saint-Étienne de Pezan dépendant de l’abbaye de Villemagne dont il est fait mention dans la charte de 1170 qui fut la seconde église paroissiale de Puissalicon, située à côté de la tour romane qui n’était autre que son clocher.
La première église de Puissalicon de type wisigothique, fut construite entre 700 et 750 et détruite car trop petite lors de la construction du prieuré de Saint-Étienne de Pezan.
Le saint patron de la commune est saint Guiraud, qui naquit à Puissalicon en 1070, il meurt le 5 novembre 1123 à Saint-Aphrodise, il est alors évêque de Béziers. Il occupait ce siège, depuis que l'évêque précédent, Arnaud de Lévezou, avait été élu archevêque de Narbonne, en 1121. La légende rapporte que sa mère ne le porta que sept mois dans son sein et que, lorsqu'on lui administra le baptême, l'eau des fonts baptismaux se mit à bouillonner comme si on y avait planté du fer rouge. Ce prodige fut regardé comme le présage de la sainteté de l'enfant.
La légende veut aussi qu'il soit pauvre, pourtant, des biographies antérieures se référant à don Vaissette estiment que plusieurs actes et chartes portant la signature Guiraud, de Puissalicon, sont la preuve qu'il était de famille noble : celle des "Puissalicon". Il fut évêque de Béziers de 1121 au 5 novembre 1123, année de sa mort.
Conformément à son désir, il fut inhumé à côté de saint Aphrodise et ses restes, transférés en 1259 dans le couvent des Clarisses (place du 11 novembre, mais n'existant plus aujourd'hui) furent l'objet d'un culte pieux jusqu'à la Révolution. Son anneau, une énorme améthyste sertie d'argent ciselé, de forme triangulaire, large de 3 cm, marqué du double écusson : le léopard et le lion, et volé dans l'église de Roujan il y a une trentaine d'années, aurait eu des vertus curatives : on l'appliquait sur les yeux des enfants malades.

#### La tour romane
L'édifice a été classé au titre des monuments historiques en 1862.
À 1 km du village actuel, presque au fond d'un bassin que parcourt le fleuve Libron, s’élève au milieu du cimetière communal, la tour de Puissalicon, qui est une tour romane du Xe siècle, d'influence lombarde, et de forme rectangulaire, chacun des côtés mesure 4,30 mètres de largeur pour une hauteur de 26 mètres.
Cette tour fut primitivement isolée, indépendante de tout autre édifice, et il est probable qu'elle devint ensuite le clocher de l'église ogivale qui lui fut accolée.
Elle comprend 5 étages séparés par des cordons de pierres noires. La base n'offre aucune décoration jusqu'au 1er étage dont elle est séparée par une frise en dents d'engrenage, surmontée d'une large corniche qu'on remarque à près de trois mètres du sol.
Les autres étages sont séparés par des cordons saillants. Au 1er étage une fenêtre géminée dont les arcs sont formés de claveaux blancs et noirs. Aux deux étages supérieur s'ouvrent sur chaque façade 3 baies n'offrant sur chacune des faces que des baies géminées.
Le quatrième étage est éclairé par un grand oculus aux encadrements de pierres noires. Il est surmonté d'une frise formée de sept arcatures, semblable à un cordon de pierres noires, connu sous le nom de Cordon de Charlemagne.
Cet édifice du Xe siècle est classé monument historique.

#### Le château
Le château féodal fut construit au XIe siècle dessus de l’église paroissiale de style gothique.
Deux grosses tours s’élèvent et surmonte un donjon en ruines.
Pour y accéder, un grand escalier à vis, construit dans une tour hexagonale qui conduit au donjon.
Une galerie souterraine perdue en partie aujourd’hui reliait le château de Puissalicon à celui de Cazilhac dont une tranchée fut ouverte par la construction de la ligne du chemin de fer.
Le château possédait deux portes d’entrée de style roman, aujourd’hui il n’en reste qu’une.
La façade Nord-est ne doit pas remonter plus haut que le XVIe siècle.
Du côté Sud-ouest s’élève la chapelle du château de pur style gothique.
Non loin, on voit les traces d’un carcan et les débris d’un escalier permettant au seigneur de descendre dans l’église paroissiale.

#### Le moulin
Le moulin à vent de Puissalicon était un moulin à grain.
Le dernier meunier portait le nom de Salabert, d’où le nom du moulin de Salabert. On sait également qu'il a appartenu à la famille Rives.
On retrouve à Puissalicon, la rue du moulin des Rives, et le lotissement le Salabert.
Le moulin ferma en 1830, il appartient au domaine de Canet à Puissalicon.

#### Maison dite des «Évêques» de Puissalicon
La maison dite des Évêques est un bâtiment datant du XIVe siècle inscrit au titre des monuments historiques le 23 septembre 2024.

### Héraldique
|  | Les armoiries de Puissalicon se blasonnent ainsi : De vair, au pairle losangé d'or et d'azur. |

### Personnalités liées à la commune
- Jean-Claude Gayssot, ex-ministre des Transports sous le gouvernement Jospin, conseiller régional du Languedoc-Roussillon depuis 2004.
- Saint Guiraud, né à Puissalicon en 1070, évêque de Béziers et grand prieur de l'abbaye de Cassan à Roujan (voir : Église de Puissalicon).
- Simone Aïn (d), née Sopéna le 19 juillet 1911 à Puissalicon, institutrice à Béziers, membre  du Parti radical socialiste, fondatrice de la section de l'Hérault du Rassemblement des Femmes républicaines (RFR) en 1949.